# Isaac Marcus Calisch
Pour les articles homonymes, voir Calisch.
Isaac Marcus Calisch (aussi épelé Izaäk Marcus Calisch et parfois mentionné comme J.M. Calisch), né à Amsterdam le 10 avril 1808 et mort dans cette même ville le 31 décembre 1884, était un lexicographe néerlandais. Il était le frère d'Elias Marcus et de Nathan Salomon Calisch.
Isaac Calisch a écrit Beginselen der Nederduitsche Spraakkunst (« Principes de grammaire du bas-allemand ») (Amsterdam, 1840), ensuite des dictionnaires français, anglais et allemands, beaucoup de traductions, entre autres de Victor Hugo (Les Misérables) et d'Otto von Corvin, des essais et des contributions dans des revues et des almanachs.
Son activité de lexicographe fut immense et fructueuse, aussi bien par les nouvelles dépenses grâce auxquelles son père publia le Fransch-Hollandsch en Hollandsch-Fransch woordenboek (« Dictionnaire français-néerlandais et néerlandais-français ») que par les dictionnaires quadrilingues et ceux distincts en allemand et en anglais.
Le dernier dictionnaire élaboré par les frères Calisch, le très détaillé et argumenté Nieuw woordenboek der Nederlandsche taal (« Nouveau dictionnaire de langue néerlandaise ») (1864), fut la base du célèbre dictionnaire de Johan Hendrik van Dale et fut beaucoup vanté par celui-ci.

## Sources
- (nl) Cet article est partiellement ou en totalité issu de l’article de Wikipédia en néerlandais intitulé « Isaac Marcus Calisch » (voir la liste des auteurs).